# Pedreiras (Abadín)
Pedreiras es un lugar de la parroquia de Abadín, municipio de Abadín, comarca de Tierra Llana, provincia de Lugo, Galicia, España.